# Maria da Cruz
Maria da Cruz (Vila do Penedo do Rio São Francisco, fins do século XVII  - Pedras de Maria da Cruz, 23 de junho de 1760) foi uma personagem histórica brasileira no contexto dos motins do Sertão do Rio São Francisco, ocorridos em Minas Gerais, em 1736. Foi administradora da fazenda “Pedras de Baixo”, local que deu origem a atual cidade de Pedras de Maria da Cruz. Em 2011, em sua homenagem, foi criada a Medalha Maria da Cruz.

## História
Maria da Cruz casou com o paulistano Salvador Cardoso de Oliveira, sobrinho de Matias Cardoso de Almeida, com ele tendo seis filhos, quatro rapazes e duas moças. Numa partilha de terras entre sertanistas, Salvador demarcou a sua parte no sítio das Pedras, no atual município de Pedras de Maria da Cruz, em Minas Gerais, às margens do rio São Francisco. Dois dos filhos, Matias e Pedro Cardoso de Oliveira, tornaram-se grandes proprietários de terras na região tendo os outros dois seguido a carreira eclesiástica, sendo ordenados clérigos seculares na Bahia.
Após a morte do marido em 1734, e não obstante não saber ler nem escrever, administrou com sucesso a fazenda Pedras de Baixo, fazendo parte do grupo dos ricos e poderosos da região.
Maria da Cruz e Pedro Cardoso,  foram considerados os líderes da revolta brasileira chamado “Motins do Sertão do Rio São Francisco”. Ocorrida em 1736, a revolta se opôs à cobrança dos quintos do ouro, empreendida pelo então governador da província de Minas Gerais Martinho Mendonça. Ela e seu filho foram julgados pelo Tribunal da Relação da Bahia. Foi considerada culpada pelos motins e sentenciada a pagar cem mil réis, bem como cumprir seis anos de degredo na África. Todavia, recebeu uma carta de perdão do Rei D. João V, em abril de 1739.
Morreu a 23 de junho de 1760, sendo provavelmente sepultada na lápide de seu marido, segundo a disposição testamentária.

## Medalha Maria da Cruz
Em 18 de julho de 2011, a Medalha Maria da Cruz foi criada pelo governo de Minas Gerais via Decreto n.º 45.649. A medalha é utilizada para homenagear personalidades que contribuíram para o desenvolvimento cultural, econômico e social do estado. A entrega das medalhas associa-se às comemorações do Dia dos Gerais.